# Jean Baptiste Cuny
Pour les articles homonymes, voir Cuny.
Jean Baptiste Cuny, né le 23 novembre 1749 à Baulay (Haute-Saône), mort le 8 février 1826 à Metz (Moselle), est un militaire français de la Révolution et de l’Empire.

## États de service
Il entre en service le 4 mai 1769, comme canonnier au régiment d’artillerie d’Auxonne, il devient sergent le 1er novembre 1774, sergent major le 13 février 1784 et adjudant sous-officier le 1er avril 1791. De 1778 à 1780, il sert sur les côtes de Bretagne et de Normandie.
De 1792 à l’an IV, il fait partie des armées du Nord, de l’Ouest et du Rhin. Il reçoit son brevet de capitaine le 18 mai 1792, et il participe aux affaires de Sainte-Ménéhould, de Bossu et de Bruxelles, ainsi qu’aux combats de Jemappes le 6 novembre 1792, de Tirlemont les 20 et 21 novembre 1792, de Liège, de Wavres et de Neerwinden le 18 mars 1793. Pendant la retraite d’Aix-la-Chapelle, il parvient à sauver 3 mortiers, un affût et 6 caissons de douze qui avaient été abandonnés. 
Passé au commandement de la 8e compagnie d’artillerie à cheval dans la Vendée en juillet 1793, il contribue au combat de Luçon le 14 août 1793, à la prise de 17 bouches à feu et de 8 caissons. Il se trouve à la Laval le 22 octobre 1793, et il est nommé chef de bataillon sur le champ de bataille du Mans le 13 décembre 1793.
Envoyé sur le Rhin, il assiste au premier passage en 1794, et de l’an V à l’an VIII, il sert aux armées du Danube, d’Helvétie, du Rhin et des Grisons. Il est fait chevalier de la Légion d’honneur le 14 juin 1804, au camp de Saint-Omer, où il commande alors l’armement des côtes. 
Le 20 septembre 1805, il est nommé colonel et il est élevé au grade d’officier de la Légion d’honneur le 26 décembre suivant. Directeur d’artillerie à Perpignan, il est créé chevalier de l’Empire le 15 juillet 1810, et il est admis à la retraite le 12 août 1814. Lors de la première restauration, le roi Louis XVIII le fait chevalier de Saint-Louis le 26 octobre 1814.
Il meurt le 8 février 1826, à Metz.

## Famille
- Frère du colonel d’artillerie Claude François Cuny (1751-1827).

## Dotation
- Dotation de 2 000 francs de rente annuelle sur les biens réservés en Westphalie le 19 mars 1808.

## Armoiries
| Armoiries | Nom du chevalier et blasonnement |
| --------- | --- |
|           | Chevalier Jean Baptiste Cuny et de l'Empire, lettres patentes du 15 juillet 1810. De gueules au chevron d'or, accompagné de trois bombes du même, à l'orle d'argent ; bordure de gueules du tiers de l'écu au signe des chevaliers posé au deuxième point en chef. Livrées : les couleurs de l'écu. |

## Sources
- A. Lievyns, Jean Maurice Verdot, Pierre Bégat, Fastes de la Légion-d'honneur, biographie de tous les décorés accompagnée de l'histoire législative et réglementaire de l'ordre, Tome 4, Bureau de l’administration, 1847, 612 p. (lire en ligne), p. 135.
- « Cote LH/640/48 », base Léonore, ministère français de la Culture
- Vicomte Révérend, Armorial du premier empire, tome 1, Honoré Champion, libraire, Paris, 1897, p. 264.
- « La noblesse d’Empire » (consulté le 26 janvier 2017)
- Léon Hennet, Etat militaire de France pour l’année 1793, Siège de la société, Paris, 1903, p. 136.